# 巴蘭卡斯河
巴蘭卡斯河（西班牙語：Río Barrancas）是阿根廷的河流，位於該國西部，流經安第斯山脈，分隔門多薩省和內烏肯省，河道全長180公里，最終注入科羅拉多河。

## 外部連結
- GEOnet Names Server （页面存档备份，存于）

37°22′36″S 68°55′15″W / 37.37667°S 68.92083°W